# دیوید سوزوکی: خودزندگی‌نامه
دیوید سوزوکی: خودزندگی‌نامه (انگلیسی: David Suzuki: The Autobiography) خودزندگی‌نامه در سال ۲۰۰۶ از نویسنده علوم و گوینده، دیوید سوزوکی می‌باشد، زندگی‌نامه دیوید سوزوکی نویسنده آثار علمی و گوینده رادیو و تلویزیون کانادایی است که توسط خود او نوشته شده‌است. کتاب عمدتاً روی زندگی او از سال ۱۹۸۷ به هنگام انتشار اولین بیوگرافی اش Metamorphosis: Stages in a Life تمرکز دارد. کتاب با توجه به وقوع اتفاقات به ترتیب از دوران کودکی اش، سال‌های دانشگاهی و حرفهٔ گویندگی او شروع می‌شود. در فصل‌های پایانی سوزوکی سبک یادداشت نگاری به خود می‌گیرد.